# Асам (чай)

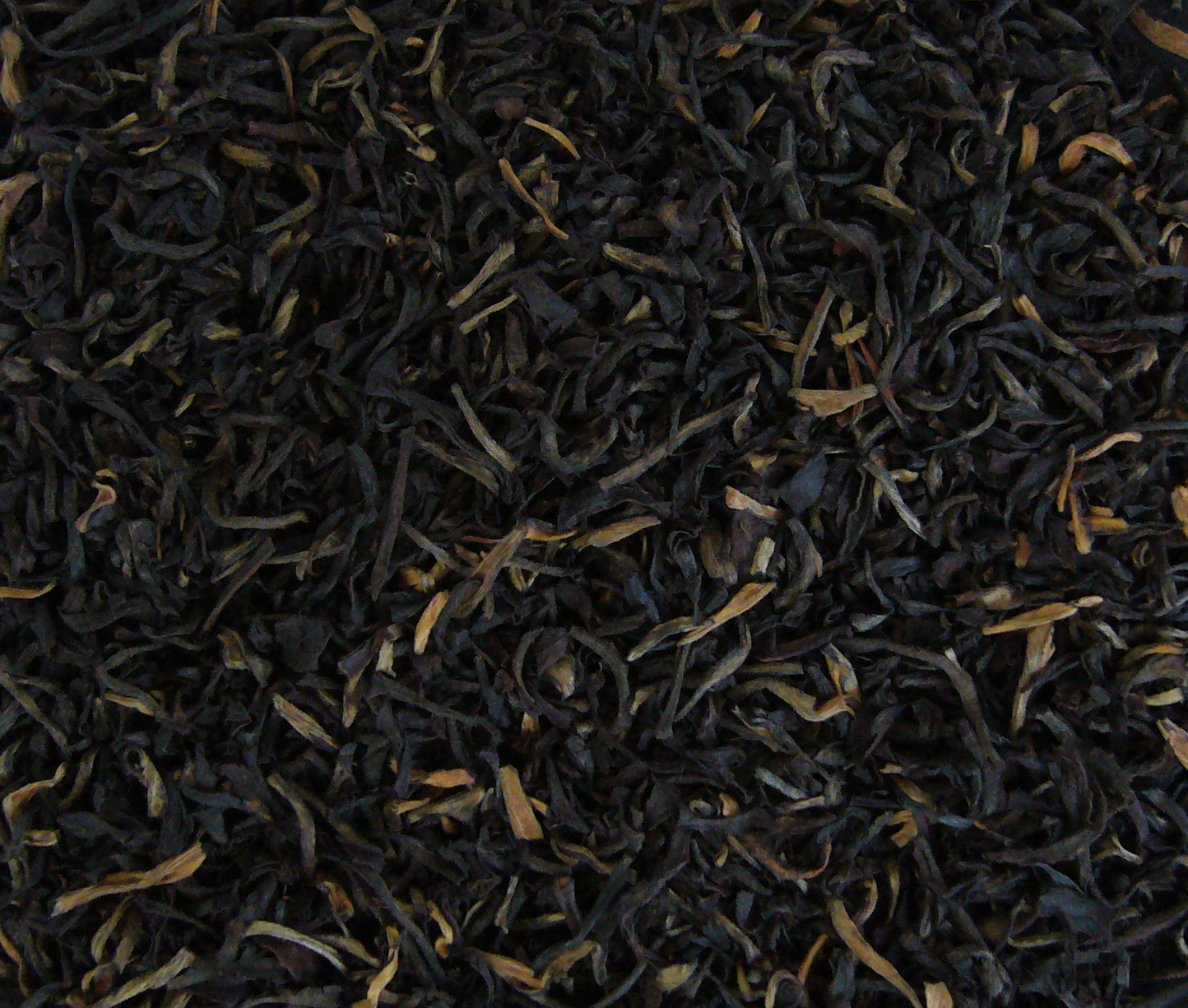
Чорний чай асам

Асам (асс. অসম চাহ) — різновид індійського чорного чаю, який виробляється у штаті Асам. Виробляється, здебільшого, з підвиду чайного куща Camellia sinensis var. assamica, який має місцеве походження.
Найкращі ґатунки асаму виробляються за традиційними технологіями. Ці чаї, як вважається, за якістю поступаються серед індійських чаїв лише дарджилінгам та сіккіму.

## Критика
Штат Асам є також виробником нафти та нафтопродуктів, що часто є підставою для сумнівів щодо екологічності асамських чаїв.